# 가짜녹빛배붓털쥐
가짜녹빛배붓털쥐(Lophuromys pseudosikapusi)는 쥐과 붓털쥐속에 속하는 설치류이다. 에티오피아의 토착종이다.

## 특징
작은 설치류로 꼬리 길이 78~86mm를 제외한 몸길이는 130~138mm이고, 발 길이는 23.5~25mm이다. 귀 길이는 19.5~20mm, 몸무게는 최대 67g이다. 등 쪽 털은 불그스레한 바탕색에 붉고 검은색을 띠며, 털 끝은 검다. 배 쪽은 살구색으로 바작은 누르스름하고 털 끝은 희고 비교적 짧다. 꼬리 길이는 몸길이보다 짧고, 윗 면은 갈색과 검은색을 띠고 아랫면은 거의 희다.

## 분포 및 서식지
에티오피아 중서부 지역의 세코 숲에서만 알려져 있다. 해발 약 1,200m 고도의 무화과나무의 기생 식물이 잘 자라고 습윤 아프리카 산지림과 아라비카커피나무 덤불 속에서 서식한다.

## 생태
땅 위에서 생활하는 육상성 동물이다.

## 보전 상태
국제 자연 보전 연맹(IUCN)은 노랑반점붓털쥐(L. flavopunctatus)의 이명으로 간주한다.